# Alexandra Obrist
Alexandra Obrist (* 20. Februar 1993 in Brixen) ist eine italienische Naturbahnrodlerin. Sie startet seit der Saison 2009/2010 im Weltcup sowie bei Welt- und Europameisterschaften. 2012 wurde sie Juniorenweltmeisterin.

## Karriere
Obrist startete ab der Saison 2007/2008 im Interkontinentalcup und erzielte in diesem Winter mit zwei Podestplätzen den dritten Gesamtrang. In der folgenden Saison gewann sie mit vier Siegen überlegen die Gesamtwertung des Interkontinentalcups. Bei ihrer ersten Juniorenweltmeisterschaft 2008 in Latsch erzielte sie Platz fünf und bei der Junioreneuropameisterschaft 2009 in Longiarü gewann sie hinter Evelin Lanthaler und Melanie Batkowski die Bronzemedaille.
Nach ihren Erfolgen im Interkontinentalcup startet Obrist seit der Saison 2009/2010 im Weltcup. Nachdem sie in den ersten beiden Saisonrennen in Nowouralsk noch nicht am Start war, erzielte sie in den weiteren vier Rennen zwei fünfte und zwei siebente Plätze, womit sie im Gesamtweltcup auf Rang sieben kam. Im Januar 2010 erzielte sie bei der Europameisterschaft 2010 in St. Sebastian, ihrem ersten Titelkampf in der Allgemeinen Klasse, den fünften Platz. Zwei Wochen später gewann sie hinter Evelin Lanthaler die Silbermedaille bei der Juniorenweltmeisterschaft 2010 in Deutschnofen.
Wie im Vorjahr nahm Obrist auch zu Beginn der Saison 2010/2011 nicht an den beiden Weltcuprennen im russischen Nowouralsk teil. In den weiteren vier Rennen fuhr sie immer unter die schnellsten sechs, wobei sie mit Rang vier in Kindberg ihr bisher bestes Weltcupresultat erzielte. Im Gesamtweltcup belegte sie Rang acht. Bei der Weltmeisterschaft 2011 in Umhausen wurde Obrist Achte. Eine Woche später gewann sie bei der Junioreneuropameisterschaft 2011 in Laas wie schon vor zwei Jahren die Bronzemedaille. Im nächsten Jahr gewann Obrist bei der Juniorenweltmeisterschaft 2012 in Latsch die Goldmedaille im Einsitzer, an der Europameisterschaft 2012 nahm sie aber nicht teil. Im Weltcup bestritt sie in der Saison 2011/2012 zwei der sechs Saisonrennen, wobei sie beim Auftaktrennen in Latzfons und beim Finale in Umhausen jeweils Sechste wurde und damit im Gesamtweltcup Rang 15 belegte.

## Sportliche Erfolge

### Weltmeisterschaften
- Umhausen 2011: 8. Einsitzer

### Europameisterschaften
- St. Sebastian 2010: 5. Einsitzer

### Juniorenweltmeisterschaften
- Latsch 2008: 5. Einsitzer
- Deutschnofen 2010: 2. Einsitzer
- Latsch 2012: 1. Einsitzer

### Junioreneuropameisterschaften
- Longiarü 2009: 3. Einsitzer
- Laas 2011: 3. Einsitzer

### Weltcup
- 7. Gesamtrang im Einsitzer in der Saison 2009/2010
- 8. Gesamtrang im Einsitzer in der Saison 2010/2011
- 4 Top-5-Platzierungen